# Caserne Raffenel
La caserne Raffenel, ou Raffenel-Delarue, baptisée à l’origine Infanteriekaserne Montigny ou Königs-Kaserne, est une ancienne caserne d’infanterie. Construite pendant l’annexion allemande en Lorraine, elle est située rue Franiatte à Montigny-lès-Metz.

## Contexte historique
Alors que Metz devient un point stratégique majeur de l’empire allemand, l’état-major allemand poursuit les travaux de fortification entamés sous le Second Empire. De nombreuses casernes sont construites pour abriter la garnison allemande qui oscille entre 15 000 et 20 000 hommes au début de la période, et dépasse 25 000 hommes avant la Première Guerre mondiale. Dans cette pépinière de généraux, se côtoient des Bavarois aux casques à chenille, des Prussiens et des Saxons aux casques à pointe et aux uniformes vert sombre, ou encore des Hessois aux uniformes vert clair. Guillaume II, qui vient régulièrement dans la cité lorraine pour inspecter les travaux d’urbanisme et ceux des forts de Metz n’hésite pas à déclarer : « Metz et son corps d’armée constituent une pierre angulaire dans la puissance militaire de l’Allemagne, destinée à protéger la paix de l’Allemagne, voire de toute l’Europe. »

## Construction et aménagements
La caserne est construite à la fin du XIXe siècle, à Montigny-lès-Metz. À l’époque, elle est destinée à l’infanterie. Le 145e régiment d’infanterie du roi (6e Lorrain), créé à Metz le 28 juillet 1890, y prend ses quartiers en décembre 1894.

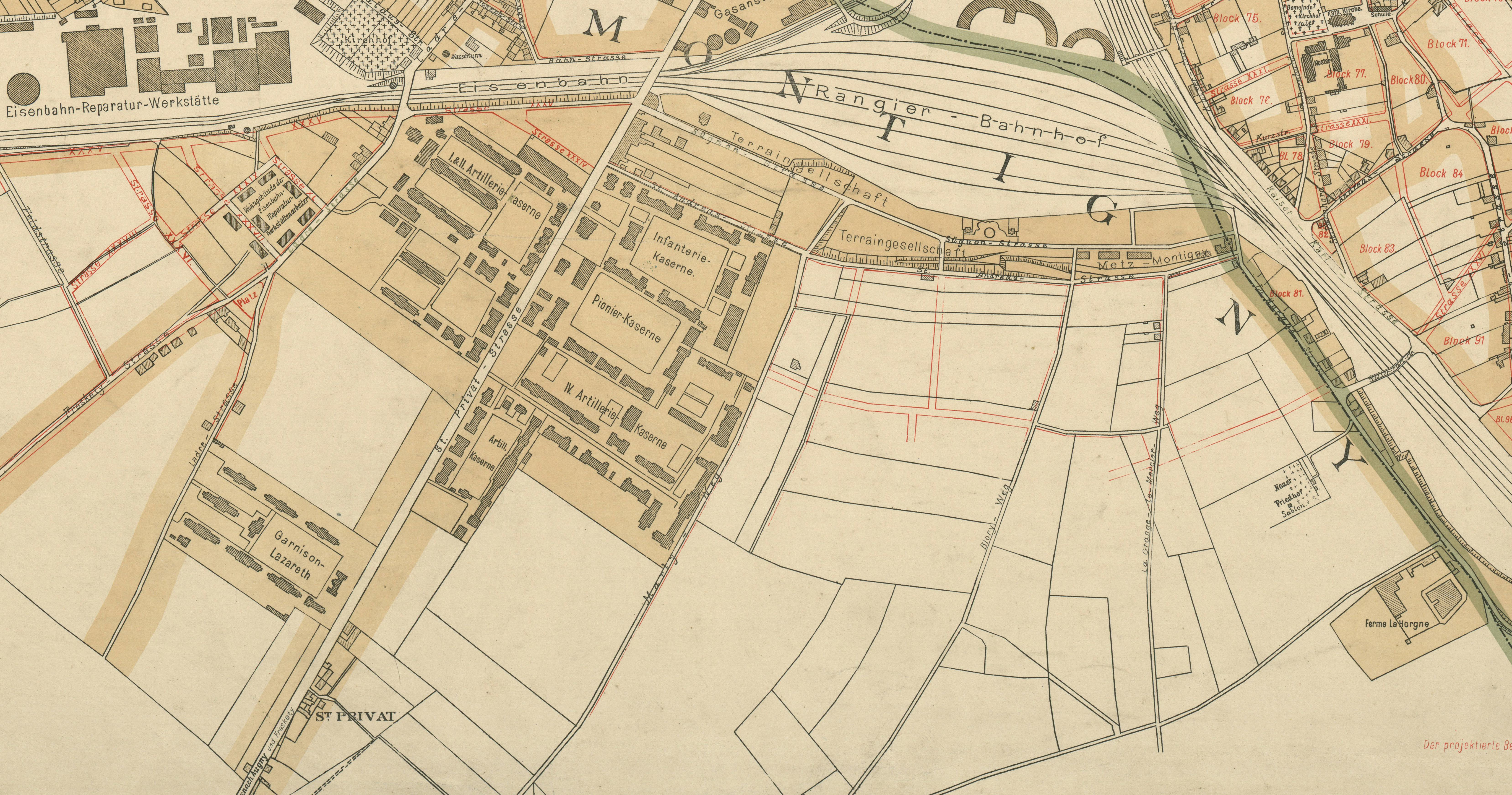
Plan de Montigny/Metz

## Affectations successives
Les bâtiments servent de lieu de casernement pour le XVIe Armeekorps jusqu’en mars 1919. L’armée française investit les lieux aussitôt après, et la Königs-Kaserne est rebaptisé en l'honneur du général Raffenel. En 1930, le 2e bataillon du 151e régiment d’infanterie s’y installe. En 1938, le 80e régiment d’infanterie y a ses quartiers. En juin 1940, l’armée allemande réoccupe les bâtiments. Après la bataille de Metz, l’armée française reprend ses quartiers dans la caserne. La caserne, rebaptisée Raffenel-Delarue, héberge jusqu'en 2011 un Centre d'instruction de santé de l'Armée de terre (CISAT). Malgré les restructurations de l’armée, les quartiers Colin et Raffenel-Delarue auraient dû être conservés par l’Armée, leur occupation se voyant même renforcée.
Les quartiers Colin et Raffenel-Delarue sont désormais occupés, entre autres, par le groupement de soutien de la base de défense de Metz, le 1er régiment du service militaire volontaire, la musique de l’Arme blindée et cavalerie et la 36e antenne médicale.